# Seleuco (conde)
Seleuco (em latim: Seleucus) foi um oficial romano do século IV ativo durante o reinado dos imperadores Constâncio II (r. 337–361) e Juliano, o Apóstata (r. 361–363).

## Vida

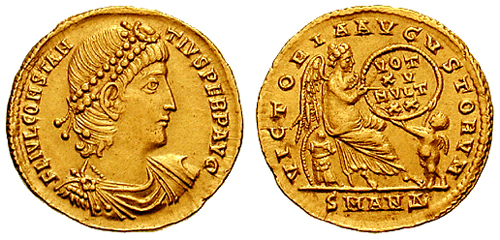
Soldo de r.

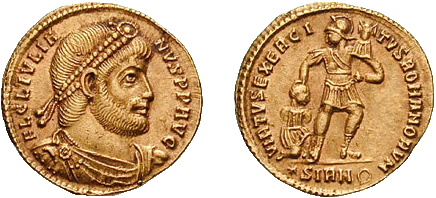
Soldo de r.

Seleuco era esposo de Alexandra, pai de Olímpia e cunhado de Caliópio. Caso a identificação de seu pai com Ablávio esteja correta, era irmão de Olímpia. Aparece pela primeira vez em 353, quando estava na Bitínia com Juliano. Em 356, provavelmente era retor e Libânio louva-o por sua eloquência. Em 361, manteve ofício em Eufratense. É possível que fosse delegado do prefeito pretoriano do Oriente e foi encarregado com a obtenção de uniformes e outros suprimentos da província à campanha planejada de Constâncio ao Império Sassânida.
Seleuco era zeloso pagão e em 362 parece que foi feito sumo sacerdote (possivelmente na Cilícia) ou governador provincial como é possível inferir por duas epístolas de Libânio. Além disso, por esse tempo parece que estava na presença de Juliano. Mais tarde no mesmo ano, recebeu um posto na corte de Juliano e acompanhou o imperador em sua expedição ao Império Sassânida em 363. Em 364/5, foi processado e multado e realizou a composição da expedição persa de Juliano, sobre o qual nada mais se sabe.
Ele adquiriu o título de ex-conde (ex comitibus) e talvez faça alusão a uma possível nomeação a conde sob Juliano. Em sua carreira recebeu várias epístolas de Libânio: 499 (de 356), 342 (de 358/9), 697, 770 (de 362), 1473 e 1508 (de 365). Também foi mencionado na oração 1.116 e nas epístolas 309 e 1120, todas de Libânio, e na epístola 1549 de Gregório de Nazianzo. Seleuco deve ter morrido pouco depois de 365, pois sua filha era órfã na infância.